# 朴泰成
朴 泰成（パク・テソン、朝鮮語: 박태성、1955年9月14日 - ）は、朝鮮民主主義人民共和国の政治家。第8代内閣総理、朝鮮労働党中央委員会政治局員、党中央委員会宣伝担当書記、党中央委員会宣伝扇動部長。
最高人民会議議長、朝鮮労働党中央委員会副委員長、平安南道党委員会委員長などを歴任し、現在は国家宇宙科学委員会委員長にある。

## 経歴
朝鮮労働党平安南道党委員会責任書記・委員長などを歴任した後、2017年10月7日の第7期党中央委員会第2回総会で党副委員長（経済担当）に選出され、金正恩による国内視察への随行が報道されるようになる。
2018年5月15日、朝鮮労働党による中国親善参観団を率いて中華人民共和国を訪問。ハイテク企業が多数立地する中関村地域などへの訪問を行った。この視察先には、同年3月下旬の金正恩訪中時にも訪れており、視察に関して金正恩本人または最側近からの指示があったとみられている。
2019年1月、第二回米朝首脳会談の準備も兼ねて訪中した金正恩に同行。
2019年4月、最高人民会議議長に選出。なお、党副委員長（経済担当）については内閣総理（首相）を退任することになった朴奉珠（党政治局常務委員）に譲り、担当が科学教育部門に変更された。
2021年1月5日から開催された朝鮮労働党第8次大会で中央委員会委員に再選され、1月10日に開催された党中央委員会第8期第1回総会で朝鮮労働党中央委員会政治局員、党中央委員会宣伝担当書記、党中央委員会宣伝扇動部長に選出されたが、同年3月の第1次市・郡責任書記講習会と4月の第6次細胞書記大会を欠席したため、韓国メディアから失脚説が報じられるようになったほか、5月8日には東亜日報記者で脱北者のチュ・ソンハが自身のYouTubeチャンネルで、朴が金正恩の妹で宣伝扇動部副部長の金与正との対立や「行政上の落ち度」などを理由に処刑された可能性が高いと伝えられたものの、2023年の金正恩のロシア訪問時に、他の軍事関係の幹部と共に随行している。
2023年の最高人民会議では、後任の朴仁哲が議長に選出されている。
2024年12月23日から開催された第8期党中央委員会第11回総会で党中央委員会書記・党部長に転出した金徳訓内閣総理・党政治局常務委員の後任に任命された。